# Небесная земля (мультсериал)
«Небесная Земля» (фр. «Skyland, Le Nouveau Monde», англ. «Skyland, The New World») — мультсериал, созданный при помощи CGI во Франции в партнёрстве с Канадой и Люксембургом для каналов France 2, Teletoon, Nicktoons Network, ABC и CITV.
60-минутная мировая премьера состоялась 26 ноября 2005 года. Программа была организована Chase Francisco. Сериал был запущен 22 апреля 2006 года в 7:30 вечера на канале Teletoon.

## Сюжет
В XXIII веке Земля оказалась раздроблена на миллиарды блоков, вращающиеся вокруг центрального ядра. В этом новом мире, названном Небесной Землёй, эволюционировала новая форма людей: сейджины, которые способны поглощать энергию солнечных лучей и использовать её для специальных способностей, таких как телекинез, телепатия, психический контроль, астральная проекция, создание энергетических шаров, взрывов или электрических лучей.
Небесной Землёй правит Сфера, организация, контролирующая блоки, содержащие воду — самый ценный ресурс в новом мире. Сфера сохраняет власть благодаря Стражам — перспективным детям-сейджинам, которые были отняты у их семей и получили специальную подготовку. С диктатурой власти Сферы борются пираты-повстанцы.
После поимки их матери Сферой, Махад и Лена решают присоединиться к группе пиратов, чтобы освободить свою мать и поспособствовать падению режима Сферы.

## Производство
Анимация
Первая часть анимации была подготовлена Attitude Studios of Paris во Франции, с большим количеством лицевой анимации и рендеринга, переданного на аутсорс в DQ Entertainment в Индии. Второй сезон был полностью анимирован и завершен в DQ Entertainment в Хайдарабаде, Индия. В сериале широко используется технология захвата движения (то есть анимация моделируется на основе движений реальных актёров).
Саундтрек
Музыка была написана Полом Интсоном из Канады. Обширный звуковой дизайн и 5.1-канальный микс исполнен Джимом Лонго из Rhythm Division, Торонто, Канада. Редакция саундтрека была выполнена Робом Киркпатриком в первом сезоне и Кеваном Стаплесом во втором. Дополнительное редактирование — Боян Рисоевич.
Сериал
Фламандская компания Studio 100 приобрела права на ремейк Небесной Земли в игровой сериал. Сериал будет доступен на голландском языке, и, как ожидается, будет показан в прайм-тайм.

## Персонажи

### Главные герои
- Махад (озвучивал: Тим Хамагучи, исполнитель: Жульен Джибрил) 17-летний брат Лены. Махад полон жизни, энергии и жажды приключений. В детстве он всегда был несчастен из-за неполной семьи, и того что он единственный в семье не являлся сейджином. В пилотной школе всегда стремился выполнять экстремальные трюки на симуляторе. Несмотря на возраст и на то, что не является сейджином, Махад не имеет себе равных в пилотировании корабля его отца, Гипериона, и после него, он лучший пилот во всей Небесной Земле. Хотя его младшая сестра, Лена, всегда настаивает на том, что Далия «слишком стара для него», Махад продолжает вести себя, как её парень. Имеет огромную, зачастую неуместную, уверенность в себе. Его излюбленным оружием является бумеранг.
- Лена (озвучивает: Фиби Маколи, исполнитель: Кристель Оврард) — 12 лет, хотя выглядит гораздо старше. Разумная, спокойная, но решительная сейджен. Её настрой чередуется между беззаботной игривостью и мрачной решимостью. Приключения для неё не самоцель, но необходимый шаг на выбранном пути. Осло считает, что она может быть «Леди Света» из пророчества. Владеет телекинезом и телепатией, а также другими возможностями, например проекцией воспоминаний или левитацией. Её немереный потенциал позволяет ей инстинктивно использовать некоторые мощные приёмы.
- Мила (озвучивает: Алекс Белкоурт, исполнитель: Джули Деларенти) — 35 лет. Мать Махада и Лены, сейджен. Содержится в заключении у Сферы, показывается в сериале редко и всегда в символическом виде. Её дети обнаружили её героическое прошлое только после того, как она была схвачена.
- Марк Фаррелл — бывший лидер Восстания Пиратов, отец Махада и Лены, муж Милы. Когда ему было столько же, сколько Махаду, он украл воду у Сферы средь бела дня. Мила и Осло были направлены на его захват, и Мила настигла его первой. Он помог Миле увидеть истинное лицо Сферы, и она бежала вместе с ним. Благодаря их совместным усилиям, было поднято шестилетние восстание. Таинственно исчез во время нападения на Сферу, оставив Восстание Пиратов в беспорядке. Махад и Лена обнаружили в 10-м эпизоде, что он возможно жив и скрывается на одном из свободных блоков.
- Вектор (озвучивает: Вильям Колгейт, исполнитель: Оливер Брюлис) — 60 лет. Умный, интеллигентный мужчина. Вектор всегда жил отшельником, и редко интересовался «практической» стороной жизни. Эксцентричен, задумчив и мечтателен. Редко покидает свой маяк на Пуэрто Ангел. Обучает Лену искусству управления силой сейджина.

### Небесные пираты
- Алан Кортес (озвучивает: Джек Лангедижк, исполнитель: Доминик Гоулд) — возраст 37. Грубый, капризный и просто пресыщенный злоключениями, но по-прежнему бунтарь в глубине души. Он осознает свою ответственность в качестве «отца» и защитника Пуэрто Ангела. Часто жалуется на то, что он понятия не имеет, почему он слушает «малышей» (в частности Махада и Лену). Стремится показать свой гнев физически, часто пробивая стены или стуча кулаком по консоли, когда расстроен. Не любит, когда его называют по имени. Кортес принимал участие в первом Восстании Пиратов и знал Маркуса Фаррелла. Его излюбленным оружием является дробовик. В английской озвучке говорит с шотландским акцентом. Знал мать Ченга, которую якобы убили, и, казалось, испытывал слабость к ней.
- Вэйян (озвучивает: Милтон Барнс, исполнитель: Пит Тиас) — 30 лет. Старший лейтенант Кортеса. Отличный стрелок, способный к выдержке и концентрации в пылу сражения. В реальной жизни напротив, гораздо менее организован. Иногда кажется, что он — младший  брат Кортеса. Любимое оружие — ударный бластер.
- Ченг (озвучивает: Камерон Анселл, исполнители: Макс Грубер и Эмиль Качоровски) — 12 лет. Ченг, несмотря на невероятный интеллект, на самом деле ещё ребёнок. Очень хороший хакер. Любит привлекать к себе внимание. Влюблен в Селию. Кортес является его приемным отцом. Его родители, которых он считает умершими, были Пиратскими учеными. Любимое оружие — лазерная базука.
- Далия (озвучивает: Элисон Корт, исполнитель: Тадрина Хокинг) — 20 лет. Её привлекает мятежный дух Махада, так же как и его любовь к свободе. Она считает высокомерие Махада как раздражающим, так и привлекательным, что устанавливает интересную напряженность в их отношениях. Часто выступает в «серьезных» миссиях, чтобы отличить себя от «малышей», но время от времени сдается и показывает себя с озорной стороны. Её излюбленным оружием является лук и стрелы.

### Сфера
- Осло (озвучивает: Хуан Чироан, исполнитель: Саймон Флоссат Маснай) — 35 лет. Брат Дария, родом из Вандегаарда, скандинавского блока. Один из командующих Сферы (как-то раз он обранил фразу, в которой ясно даёт понять, что он не единственный лидер «миротворцев»). Он давно был знаком с Милой, знал её способности, стремился вновь переманить её на свою сторону. К моменту своего правления был одним из наимогущественнейших сейдженов (научился использовать силу сейдженов без солнечного света). Узнав о Лене, предпочёл увидеть в ней легендарную Леди Света из пророчества, что однажды снова объединит Небесную Землю.
- Дюан (озвучивает: Афина Карканис, исполнитель: Лена Ковски) — 25 лет. Сильный сейджен, но, несмотря на это, пираты довольно часто оставляют её с носом. Вторая после Осло в Сфере. Лысая, с красной татуировкой выше левого глаза. Перфекционистка, трепещет перед Осло.

## Эпизоды

### Сезон 1 (2005—2006)
| Эпизод | Название               | Показ           |
| --- | ---------------------- | --------------- |
| 12 | «Начало нового дня»    | 26 ноября 2005  |
| Сфера похищает мать Махада и Лены, и те присоединяются к группе пиратов. |                        |                 |
| 3 | «Великая стена»        | 30 апреля 2006  |
| Старый друг Вектора отправляет новости в Пуэрто Ангел - он, возможно, приведет Лену и Махада к их матери. Они летят в Нинся, китайский блок, где обнаруживают вторжение Сферы. В тюрьме они знакомятся с другом Вектора, магистром Хайлуном Зало, могущественным сейджином. В ходе дерзкого побега, Зало психически связывается с Леной, чтобы передать ей телепатическое сообщение от её матери, которое, в свою очередь, дает ей достаточно сил, чтобы прорваться через стражу и уйти вместе с Махадом.      |                        |                 |
| 4 | «Могура»               | 7 мая 2006      |
| Пуэрто-ангел переживает сильную засуху, в течение которого Лена страдает от обезвоживания. Пираты исследуют удаленные глыбы льда, которые, возможно, могут служить источниками воды. |                        |                 |
| 5 | «Бешеный архипелаг»    | 14 мая 2006     |
| Пираты спасают загадочного странника по имени Санскен, который ищет встречи с ними для передачи важной информации из тюрьмы Карзем (где содержится мать Махада и Лены). Дети следуют за ним на Бешеный Архипелаг - бывший Париж, расположенный в центре огромного атмосферного шторма. Там они обнаруживают, что Санскен обманул их, заманив в лапы Сферы. После масштабной битвы с Диваном и Осло, они спасаются вместе с Санскеном, который объясняет, что Сфера шантажировала его, угрожая жизни его детей. |                        |                 |
| 6 | «Глаз Бури»            | 21 мая 2006     |
| Надвигающийся ураган угрожает сектору Небесной Земли, и от Кортеса и Сант-Назера зависит спасение населяющих его беженцев. В ходе расследования пустынного блока льда, шторм сбивает Гиперион, оставляя Махада и Далию на мели. Они понимают, что сильный ветер толкает их льдины на Пуэрто Ангел. Единственный способ предотвратить столкновение - взорвать реактор их корабля, чтоб разбить айсберг на мелкие части.                                                                                         |                        |                 |
| 7 | «Мятеж»                | 28 мая 2006     |
| Во время патрулирования Сант-Назер сбивает небольшой патрульный корабль Сферы и спасает семью беглых сейджинов. Кортес и его команда слишком поздно понимают, что "родители", взятые ими на борт - на самом деле стража, сопровождающая Селию, девочку-сейджина. Пираты оказываются пленниками на собственном корабле, и до прибытия подмоги Сферы должны бежать, что им удается при помощи сил Селии и Лены.                                                                                                  |                        |                 |
| 8 | «Манипуляции»          | 2 июля 2006     |
| Солнечный феномен возымел необычное действие на сейджинов, что позволило Осло взять под контроль разум Далии, и управляя ей врезаться в водохранилище Пуэрто Ангела. Лена также чувствует на себе воздействие феномена и пытается использовать его силы для жоказательства невиновности Далии. Она обращается за помощью к Вектору и вместе они обнаруживают вмешательство Осло. Лена проникает в сознание Далии, и убеждает её побороть контроль Осло.                                                        |                        |                 |
| 9 | «Король дня»           | 9 июля 2006     |
| Кортес решает, что Махаду нужен урок ответственности, и назначает его главных в Пуэрто Ангел, пока улетает разведывать новые запасы воды. Махад провозклашает этот день "Днём Махада", и организовывает грандиозную вечеринку, которая привлекает внимание патрулирующих Сферы. |                        |                 |
| 10 | «Люди Красной Скалы»   | 16 июля 2006    |
| Махад и лена получают сигнал бедствия от своего отца и отправляются на его поиски, Осло следует за ними. В результате все они оказываются на пустынном локе, охраняемом неразрушимым големом. |                        |                 |
| 11 | «Вавилония»            | 23 июля 2006    |
| Телепатическое сообщение от матери приводит Махада и Лену на их родину, Вавилонию. Послание оказывается воспоминаниями Лены о матери. |                        |                 |
| 12 | «Узы Крови»            | 30 июля 2006    |
| Ченг встречает своего дедушку, которого считал до этого погибшим. |                        |                 |
| 13 | «Жизнь в Пуэрто Ангел» | 17 августа 2006 |
| Во время экспедиции на блок Бруклина, Махад, Лена и Ченг встречают странного персонажа и его дочь. В Пуэрто Ангел Вектор опознает в незнакомце знаменитого ученого. чьи исследования воды угрожают стабильности Сферы. Махад. в свою очередь, больше заинтересован дочью ученого, Астрид. |                        |                 |

### Сезон 2 (2007)
| Эпизод | Название                         | Показ           |
| --- | -------------------------------- | --------------- |
| 1 | «Тени прошлого»                  | 12 октября 2006 |
| Махад и Лена наталкиваются на танкер с водой, идущий странным курсом. Внутри они находят полумертвого Осло, и обнаруживают, что танкер ведет курс на родину Осло, где его ожидает брат. |                                  |                 |
| 2 | «Сердце арены»                   | 19 октября 2006 |
| Махада похищают и продают Таку, инспектору манежа, который управляет популярной ареной гладиаторских боев, служащей для развлечения Сферы и Небесно Земли. |                                  |                 |
| 3 | «Дьяволы ветра»                  | Unknown         |
| Махад сталкивает со старым другом, Лукрецией. В это время Сант Назер настигает буря и время становится важным фактором. |                                  |                 |
| 4 | «Секрет Кортеса»                 | Unknown         |
| Кортеса заметно раздражает присутствие его брата, Кристофа, которого он считает предателем. Все меняется, когда Кристоф просит о спасательной операции для своего корабля, сестры Сант Назера. |                                  |                 |
| 5 | «Остров Ребенка-короля»          | Unknown         |
| Махад и Лена прибывают в старый отель на далеком блоке, где располагается детский приют. Глава блока, также ребенок, не верит предупреждениям Махада и Лены об опасности Сферы, пока ситуация не становится серьезной. |                                  |                 |
| 6 | «Алиса»                          | Unknown         |
| Агент Сферы, Алиса, прибывает в Пуэрто Ангел и оказывается плененной. Она сбегает, но вскоре спасает Махаду жизнь и скрывается у него, не веря рассказам о деятельности Сферы. |                                  |                 |
| 7 | «Тайные Силы»                    | 18 марта 2007   |
| Лену и других сейджинов похищает женщина по имени Шинсеики, которая считает себя исполнителем пророчества. При помощи объединения в себе сил других сейджинов она хочет стать "Леди Света" и объединить блоки Небесной Земли. |                                  |                 |
| 8 | «Книга Миров»                    | 25 марта 2007   |
| После нахождения навигационного прибора на призрачном корабле, пираты отправляются на поиски Книги Миров - одного из ключей для объединения Небесной Земли. Сфера же планирует захватить книгу первой, чтобы с её помощью править на всех существующих блоках. |                                  |                 |
| 9 | «Проникновение»                  | 1 апреля 2007   |
| Во время поездки на Гиперионе Махад и Лена встречают Джона, специалиста по безопасности, бежавшего от Сферы. Джон рассказывает, что его наняли для создания надежнейшей тюрьмы на Монолите для одного "очень важного сейджина". Махад и Лена понимают, что это их мать, и следуют в место, указанное Джоном. После рискованного проникновения они встречаются с Милой, но очень быстро Осло и Диван обнаруживают в тюрьме посторонних. Мила в очередной раз жертвует собой, чтобы её дети могли бежать. |                                  |                 |
| 10 | «Синее небо»                     | 8 апреля 2007   |
| Благодаря новой защитной сети, Синему небу, установленной Вектором, Пуэрто Ангел теперь надежно скрыт, и пираты могут без опаски совершать рейды в любое время. В одном из таких рейдов они находят прибор, содержащий в себе все воспоминания Милы. Но чтобы прочесть эти воспоминания, прибор необходимо подсоединить к Синему Небу, что оставит Пуэрто Ангел беззащитным. Лена, с помощью Ченга идет против указаний Кортеса и подсоединяет прибор, который оказывается ловушкой Осло.               |                                  |                 |
| 11 | «Секрет Тимуэры»                 | 15 апреля 2007  |
| Лена получает видение о беде на блоке Тимуэра. Взвод Осло окружили эту территорию в поисках легендарной реликвии, "Источника", который может невероятно усиливать способности сейджинов. Лена и Махад объединяются с Фаро, жителем Тимуэры, чтобы первыми найти "Источник". |                                  |                 |
| 12 | «Крепость Карзем - Часть Первая» | 22 апреля 2007  |
| Диван, казалось бы, умирает, во время попытки Лены и Махада спасти их мать из тюрьмы Карзем, но оказывается, что это была ловушка. Осло говорит Лене, что её отец жив, и он знает, где он, но Лена не верит этому. |                                  |                 |
| 13 | «Крепость Карзем - Часть Вторая» | 29 апреля 2007  |
| Происходит финальная битва между Леной и Осло. Тем временем Мила и Махад успевают бежать из крепости Карзем до того как она разрушается. Осло уговаривает Лену оставить его в живых, т.к. он говорит ей что знает где её отец. В конце Мила, Лена и Махад улетают из крепости рассматривая фотографию с отцом. |                                  |                 |